# 吳元伯
吳元伯，字開吳，湖廣黃州府黃岡縣人，明朝政治人物，賜特用進士出身。
崇禎六年癸酉科舉人，授禮部祠祭司司務；崇禎十三年賜特用出身，歷官吏部主事、兵部武選司員外郎、陞山東沂州參議，甲申之變後掛印而去。清順治初年召用，托病不出 。

## 家庭
- 子：吳升東，字巢薇，號四明。順治十六年己亥科進士，有政聲。